# Suzanne Leclercq
Pour les articles homonymes, voir Leclercq.
Suzanne Céline Marie Julie Joséphine Leclercq (Liège, 28 mars 1901 –  Liège, 12 juin 1994) est une paléobotaniste et paléontologue belge. Elle est connue pour son étude des plantes du Dévonien. Suzanne Leclercq était professeur de stratigraphie et paléophytologie à l'Université de Liège et membre de nombreuses associations scientifiques, dont la Botanical Society of America et la Société géologique de Belgique.

## Biographie
Suzanne Leclercq commence ses études en 1920 et s'inscrit en sciences naturelles à l'Université de Liège dont elle obtient le diplôme de candidate deux ans plus tard. Dès le mois de mai 1923, elle travaille comme assistante du professeur Charles Fraipont au laboratoire de paléontologie. En 1924, elle est proclamée docteur en sciences naturelles et devient assistante au laboratoire de paléontologie de l'Université. Elle est promue l'année suivante chef des travaux et conservateur des collections paléontologiques. 
Chercheuse qualifiée pendant quatre ans (1929-1933) au Fonds national pour la recherche scientifique, elle se lance dans un diplôme d'agrégé de l'enseignement supérieur pour lequel elle présente le 26 juin 1931 une dissertation intitulée Le progrès réalisés grâce aux études paléobotaniques dans les domaines de la botanique générale et de la géologie stratigraphique. De ce fait, elle devient la première femme de l'Université de Liège à obtenir ce diplôme.
Chargée de cours à l'Université de Liège à partir de 1933, elle est nommée quatre ans plus tard professeur. Elle y enseigne la phytopaléontologie et la paléontologie stratigraphique, devenant l'une des premières femmes à occuper une position académique. 
Elle est Académicienne dès 1975, membre de la classe des Sciences de l'Académie royale des sciences, des lettres et des beaux-arts de Belgique. Suzanne Leclercq préside également de la Société géologique de Belgique entre 1953 et 1954.

## Travaux
Suzanne Leclercq réalise de nombreuses recherches et commence sa carrière de chercheur en publiant un article au sujet des 'coal-balls' des terrains houillers exploités par les charbonnages de Wérister.
En 1924, l'Académie royale des sciences, des lettres et des beaux-arts de Belgique publie les premiers chapitres de sa thèse de doctorat.
Elle rejoint le Comité de rédaction de plusieurs revues spécialisées dont The Paleobotanist. 

## Prix et décorations
- 1924 : le concours universitaire des sciences minérales pour la période 1924-1926[2].
- 1928 : Prix de Kerkhove d’Exaerde pour les sciences[3].
- 1929-1931 : Prix triennal François Crépin, délivré par la Société Royale de Botanique de Belgique[2],[7]
- 1939 : avec François Stockmans, Lauréat de l'Académie royale de Belgique avec la publication intitulée Végétaux dévoniens de Belgique[2]

- 1953 : Prix Agathon De Potter[2].
- 1958 : Prix Henri Buttgenbach[2].

Elle est officier de l'Ordre de Léopold, commandeur de l'Ordre de la Couronne et grand officier de l'Ordre de Léopold II.
Un genre botanique fossile du dévonien lui a été dédié, Leclercqia (es).